# Porta Venosina
La porta Venosina è una delle cinque porte d'accesso alla città di Melfi, nonché quella meglio conservata. Per questo motivo, rappresenta un'importante testimonianza dell'evoluzione difensiva e urbanistica della città, integrando elementi architettonici di epoca normanna, sveva e aragonese.

## Storia
La porta fu realizzata in epoca normanna, presumibilmente intorno al 1150, durante la fase di espansione della cinta muraria promossa da Ruggero II, primo re del Regno di Sicilia. Malgrado ciò, cominciò a ricoprire un ruolo strategico centrale solamente con l'avvento di Federico II di Svevia. L'imperatore promosse, infatti, una vasta opera di restauro e consolidamento delle fortificazioni preesistenti, che la resero di fatto l'ingresso principale in epoca sveva. A ricordo di ciò, venne apposta una lapide celebrativa in latino (oggi perduta) che recitava:
Vetustas me destruxit, Federicus me reparavit, Melphis nobilis Apuliae civitas, Muris vallata lapideis, Aeris salubritate, Populorum frequentia, Agrorum ubertate Celebris, Arcem habet precipit rupi innixam, Normannorum opus admirabile.
L'antichità mi ha distrutta, Federico mi ha riparata, Melfi nobile città della Puglia, Circonvallata da mura di pietra, Celebre per la salubrità dell'aria, Per affluenza di popolazioni, Per fertilità dei suoi campi, Ha un castello costruito su di una rupe ripidissima, Opera mirabile dei Normanni.

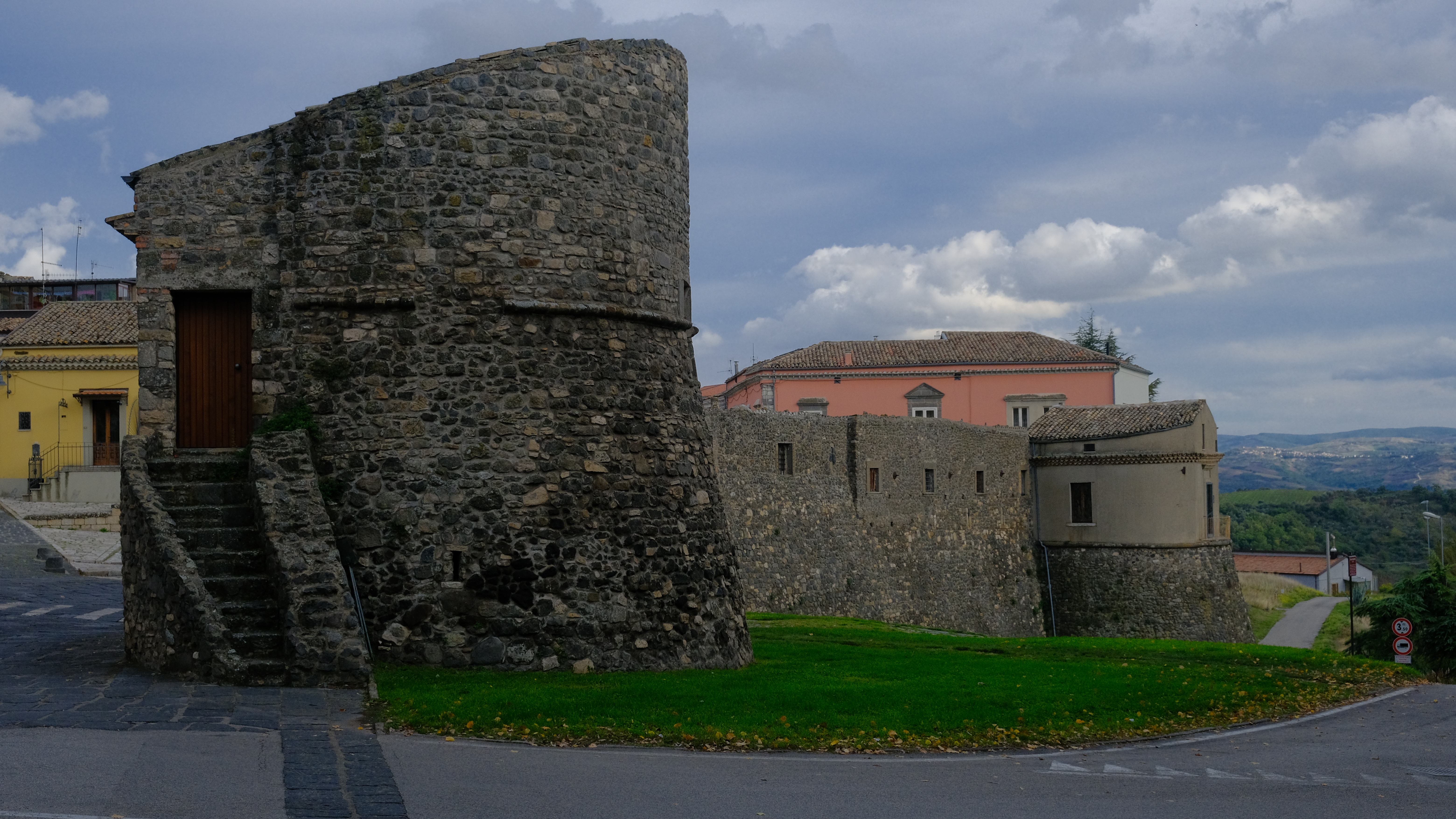
La breccia provocata dalle mine esplosive durante l'assedio del 1528.

È propriamente detta "Venosina" poiché era collocata su un tracciato che collegava Melfi a Venosa, seguendo un antico asse viario di origine romana legato alla Via Appia. Tale denominazione, tuttavia, cominciò a comparire solamente a partire dal 1400.
Durante il XV secolo, la porta conobbe un ulteriore restauro, questa volta promosso dai Caracciolo, feudatari aragonesi che edificarono due bastioni cilindrici ai suoi lati e rafforzarono l'intera struttura per renderla resistente alle nuove armi da fuoco, come le mine esplosive e le bombarde. Malgrado ciò, nel corso dell'assedio del 1528, le truppe francesi guidate da Odet de Foix riuscirono comunque a fare breccia nei pressi dell'ingresso, proprio attraverso l'uso di mine esplosive, di cui era un grande esperto il capitano Pietro Navarro, condottiero spagnolo da tempo al servizio del re di Francia.
Tra il XIX secolo e il XX secolo, le altre porte urbane furono distrutte, murate, ricostruite o subirono gravi danni strutturali; ma la porta Venosina rimase pressoché intatta, malgrado i violenti terremoti del 1851 e del 1930. Ad oggi, grazie all'iniziativa della FAI e di altre associazioni locali, l'ingresso è valorizzato come "monumento e luogo del cuore" ed è visitabile ogni giorno.

## Architettura
La struttura è costituita da un portale in stile gotico, caratterizzato da un arco a sesto acuto con archivolto scanalato, sorretto da capitelli a tronco di piramide rovesciata che poggiano su pilastri in pietra. Ai lati del portale si ergono due torri cilindriche, aggiunte nel XV secolo dai feudatari Caracciolo, leggermente arretrate rispetto al piano della facciata e strutturalmente massicce, pensate per resistere all'urto delle armi da fuoco e offrire una maggiore capacità difensiva. 
Sulle superfici murarie sono visibili due bassorilievi in pietra, incastonati ai lati dell'arco: lo stemma di Melfi (a destra), rappresentato da un basilisco con corona regale; lo stemma dei Caracciolo (a sinistra), committenti delle modifiche quattrocentesche. Al di sopra dell'arco era un tempo collocata anche una lapide commemorativa, fatta incidere da Federico II di Svevia e contenente un'iscrizione latina celebrativa del suo restauro. Tale iscrizione è andata perduta nel corso del XV secolo, quando fu sostituita da una nuova epigrafe voluta dai Caracciolo, oggi ancora presente ma fortemente deteriorata e illeggibile.